# Roger Giménez Tomeo
Roger Giménez, amb el sobrenom 20g32 (Barcelona, 1983), és dissenyador gràfic i autor de còmic català. Autor del personatge Màrius 'Rumbeta' Carmona.

## Biografia
Roger Giménez va començar llegint els còmics en català que li compraven els seus pares, i sobretot demanant-los en prèstec a l'antiga biblioteca Sant Jordi que hi havia a Travessera de Gràcia situada on està l'actual biblioteca Vila de Gràcia, com Cavall Fort, Ot el Bruixot, Astèrix, Espirú i Fantàstic, Lucky Luke, Gil Pupil·la i Massagran. Durant anys les seves referències van ser el còmic francobelga. A partir dels anys 90, amb l'explosió de Manga i Anime al Club Super 3, les seves lectures viren cap a Bola de Drac, Doctor Slump i Musculman. Més gran Matsamune Shirow el va marcar moltissim. Cap a l'adolescència Fanhunter de Cels Piñol, tant els còmics, com el joc de rol, li fan descobrir un munt d'autors com Josep Busquet, Ramon F Bachs, Nacho Fernández, etc.
Per qüestió d'atzar, a l'any 2005 entra a treballar com a dissenyador web a l'editorial El Jueves, on coneix a Albert Monteys, Joan Vizcarra, Josep Busquet, Manel Fontdevila, Jordi March, JL Martin, Oscar i també a Jordi Coll (editor de Amaníaco Ediciones).
Al 2017, Giménez es va fer càrrec del disseny de la samarreta de UE Sant Andreu.
Durant molts anys alterna el disseny gràfic i la il·lustració col·laborant amb tires còmiques a TransversalWeb, fent petits còmics per l'agenda de la Diputació de Barcelona, fent portades de disc per la companyia teatral Generació de Merda, Un tal Pere i Gerard Sesè, fent també els cartells del festival de poesia de l'Empordà: Poemestiu.
Als 40 anys, en el marc del festival de còmics Oh! Comics, presenta la seva primera obra llarga: Màrius Rumbeta Carmona: El Far del Temps, amb pròleg d'Albert Monteys, un còmic sobre les aventures a Escòcia d'un investigador paranormal fill de la Gràcia del 80s.
Al abril de 2024, la 2a Diada del Còmic en Català, a Mataró, organitzada per Plataforma per la Llengua, convida a Giménez a presentar el seu còmic juntament amb la lectura del manifest de la Plataforma per la Rumba Catalana per al reconeixement com a Patrimoni Cultural Immaterial de la Humanitat per la UNESCO.
Al Juliol del 2025, pública la segona part de la saga d'en Marius 'Rumbeta' Carmona, anomenada El Sol d'Or, que situa l'historia entre Praga i Roma. Publicat per Amaniaco Ediciones.

## Reconeixements
Durant el Girocòmic 2024, a Girona, Giménez va rebre el Premi "Santi Navarro" com a Autor Revelació per la seva obra el Far del Temps.

## Obra
- 2023 - Màrius "Rumbeta" Carmona: El Far del Temps[19] - Amaniaco Ediciones.
- 2025 - Màrius "Rumbeta" Carmona: El Sol d'Or[20] - Amaniaco Ediciones.